# Пянида Борис Петрович
Борис Петрович Пяни́да (28 листопада 1935, Дячкове — 16 листопада 2020, Буди) — український художник кераміки; член Харківської організації Спілки радянських художників України з 1966 року. Батько художника Юрія Пяниди.

## Життєпис
Народився 28 листопада 1935 року в селі Дячковому (нині Полтавський район, Полтавської області, Україна) у бідній селянській сім'ї. Протягом 1952—1959 років навчався на художньому відділенні Миргородському керамічному технікумі, був учнем Володимира Богданова, Леоніда Статкевича, Валентини Панащатенко, О. Сухаревського.
З 1959 по 1996 рік працював на Будянському фаянсовому заводі, де разом зі своїми колегами створив унікальний стиль будянського фаянсу. Започаткував на заводі підполивне малювання фарбами, розчинами солей і барвними оксидами металів, зокрема кобальту, нікелю, марганцю. У 1996—1997 роках викладав у Будянській дитячій художній школі народного мистецтва.
Мешкав у селищі міського типу Будах в будинку на вулиці Дачній, № 10, квартира № 74. Помер у Будах 16 листопада 2020 року.

## Творчість
Працював в галузі декоративного мистецтва (художня кераміка). Серед робіт:
декоративні тарелі
- «Реве та стогне Дніпро широкий» (1961);
- «Повсихали сади зелені» (1964);
- «Пожежа в степу» (1965);
- «Табун» (1965);
- «Дерево-птах» (1966);
- «Юність» (1966);
- «Тачанка» (1967, співавтор Олександра Рибіна);
- «Весна» («Ох! Зірка в серце впала») (1970);
- «Їхав козак на війноньку» (1970);
- «Впала ніч» (1973);
- «Танок птахів» (1974);
- «Скорбота» (1981);
- «Ранок» (1982);
- «Нічна птаха» (1983);
- «Тривога» (1983);
- «Ой, під вишнею…» (1984);
- «Кує зозуля» (1985);
- «Хліб» (1985);
- «Покоси» (1986);
- «Квіти рідного краю» (1987);
- «Долина квітів» (1996);
- «І день і ніч» (1996);
- «В гостях у мами» (1996);
- «Сумно мамі» (1996);
- «Ідуть дощі» (2000);
- «Ліс» (2000);

набори посуду
- для квасу «Сутінки» (1968);
- для молочних страв «Щедрий вечір» (1970);
- для води «Ой, весно!» (1971), «Вечір» (1976);
- для десерту «Синє цвітіння» (1974);
- для плову «Оазис» (1975);
- для кави «Сині ночі» (1982—1983);
- для риби «Срібна квітка» (1985);
- для закусок «Берег» (1987);
- для вина «Вечори на хуторі поблизу Диканьки» (1993—1996);

столові набори
- «Сад» (1972);
- «Віночок» (1972);
- «Блакитні тополі» (1974);
- «Криниця» (1976);
- «Ранкові роси» (1977);
- «Надія» (1977—1979);
- «Бузковий вечір» (1982—1983);

декоративні вази
- «Ювілею великого Кобзаря» (1963, співавтори Іван Сень, Микола Ніколаєв);
- «Ніч над містом» (1984);
- «Пам'яті батька» (1984);
- «Старий парк» (1984);
- «Дорога в космос» (1985);
- «Кали» (1985);

інше
- триптих з шамотних настінних плит «Врага не буде, супостата…», «А буде син, і буде мати…», «І будуть люде на землі…» (1964, співавтор Микола Ніколаєв);
- столовий гарнітур «Лугові квіти» (1975—1976);
- набір для українських страв «Соняшники» (1982—1983, два варіанти в бузковій і кобальтовій тональності);
- комплекти для вареників «Ягода» (1985), «Чорнобривці» (1996).

Був автором товарного знаку будянського фаянсу «Півник», який зареєстрований Держком винаходів СРСР 5 серпня 1967 року.
З середини 1990-х років, коли підприємство припинило діяльність, зайнявся графікою.
Брав участь у республіканських виставках з 1966 року, зарубіжних — з 1961 року, зокрема в Загребі, Токіо, Парижі, Лейпцигу, Познані, Ріо-де-Жанейро, Монреалі. Персональні виставки відбулися у Харкові у 1986, 1995, 2016 роках.
Посуд та тематичні роботи представлені в Національному музеї українського народного декоративного мистецтва у Києві, музеях Харкова, Запоріжжя, Полтави, Сум, Оренбурга, Чернігова, Диканьки, Миргорода та Опішні Полтавської області, Буд і Лозової Харківської області, Державному історичному музеї та Музеї-садибі Кусково у Москві.

## Відзнаки
- Диплом другого ступеню Головного комітету Виставки досягнень народного господарства Української РСР (1982)[3];
- Почесний диплом Міністерства легкої промисловості СРСР (1982)[3];
- Заслужений художник України з 1999 року[4];
- Стипендія Харківської обласної державної адміністрації в області культури і мистецтва імені Сергія Васильківського (2010)[3].